# Сенькино (Марий Эл)
Сенькино (мар. Сенькан) — деревня в Медведевском районе Марий Эл Российской Федерации, административный центр одноимённого сельского поселения.
Численность населения — 773 человек (2020 год).

## География
Деревня Сенькино располагается в 3 км на север от границы города Йошкар-Олы по федеральной автомобильной дороге Р176 «Вятка». В километре от деревни протекает река Ошла.

## История
Впервые упоминается в списках селений Царевококшайского уезда в 1783 году. В 1886 году открыто сельское училище. В 1931 году образовался колхоз «Сенькан», в 1935 году — ферма крупного рогатого скота.

## Население
| 2010 | 2011 | 2012 | 2013 | 2014 | 2018 | 2020 |
| ---- | ---- | ---- | ---- | ---- | ---- | ---- |
| 693  | ↘665 | ↗667 | ↗685 | ↗696 | ↗725 | ↗773 |

Национальный состав на 1 января 2014 г.:
| Национальность | Численность, чел. | Доля    |
| -------------- | ----------------- | ------- |
| всего          | 696               | 100,0 % |
| Марийцы        | 575               | 82,6 %  |
| Русские        | 98                | 14,1 %  |
| Татары         | 16                | 2,3 %   |
| Чуваши         | 2                 | 0,3 %   |
| другие         | 5                 | 0,7 %   |

## Известные жители
Петрова Мария Григорьевна (1938—1981) —  доярка Марийской государственной сельскохозяйственной опытной станции (1961—1981). Депутат Верховного Совета СССР 8-го созыва (1970—1974). Делегат XXVI съезда КПСС (1981).

## Описание
Жители проживают преимущественно в индивидуальных домах, построены 2 многоквартирных дома на 54 квартиры, имеющие централизованное отопление, водоснабжение и водоотведение. Деревня газифицирована. Улично-дорожная сеть имеет преимущественно асфальтовое покрытие.
В деревне располагается средняя общеобразовательная школа, здание которой является памятником истории и культуры регионального значения — «Сенькинская земская начальная школа». В 2014 году открыт детский сад «Солнышко».
Имеется библиотека и культурно-досуговый центр. Здание центра досуга является историческим объектом: 29 ноября 1919 года здесь был поставлен первый марийский спектакль «Закон шумлык» («Из-за закона»).
В 2013 году открыт фельдшерско-акушерский пункт. Имеется продовольственный магазин и почтовое отделение.
В 500 метрах к северу от деревни имеется деревенское кладбище.
Предприятия:
- ООО «Молоко» (переработка молока);
- ООО «СОПЗ» (деревообработка, железобетонные изделия).